# 무색계 작용만 하는 마음
무색계 작용만 하는 마음(팔리어: arūpāvacara-kriyācittāni 아루-빠-와짜라 끼리야- 찟따-니, 영어: immaterial-sphere functional consciousness)은 특히 상좌부의 교학과 아비담마 그리고 수행에서 사용하는 용어로, 붓다를 포함한 아라한만이 가지는 무탐 · 무진 · 무치의 3선근 모두와 함께하는 다음 4가지 무색계에서의 마음을 말한다.  이 4가지는 공무변처정 · 식무변처정 · 무소유처정 · 비상비비상처정의 4무색정(四無色定)의 체계를 따른 것이다.
1. 공무변처의 작용만 하는 마음
2. 식무변처의 작용만 하는 마음
3. 무소유처의 작용만 하는 마음
4. 비상비비상처의 작용만 하는 마음

아라한의 마음은 오직 진여의 무분별지를 발현하여 작용할 뿐 그 작용이 끝나고 나면 곧바로 소멸하여 후유를 낳을 어떠한 단서 즉 어떠한 집착 또는 욕망도 남기지 않기 때문에 오직 선한(유익한) 작용만 할 뿐 선업도 쌓지 않아 후유를 낳지 않는다.
무색계 작용만 하는 마음은 다음의 분류 또는 체계에 속한다.
- 욕계 · 색계 · 무색계 · 출세간에 속한 총 89가지 마음 또는 총 121가지 마음
  - 욕계 마음 54가지
  - 색계 마음 15가지
  - 무색계 마음 12가지
    - 무색계 유익한 마음 4가지
    - 무색계 과보의 마음 4가지
    - 무색계 작용만 하는 마음 4가지

  - 출세간의 마음 8가지 또는 40가지

- 작용만 하는 마음 20가지
  - 욕계 마음의 원인 없는 마음 중 원인 없는 작용만 하는 마음 3가지 一 누적 3가지
  - 욕계 마음의 욕계의 아름다운 마음 중 욕계 작용만 하는 마음 8가지 一 누적 11가지
  - 색계 마음의 색계 작용만 하는 마음 5가지 一 누적 16가지
  - 무색계 마음의 무색계 작용만 하는 마음 4가지 一 누적 20가지

## 같이 보기
- 6도 · 천상도
- 3유
- 25유
- 아름다운 마음
- 아름답지 않은 마음
- 유익한 마음
- 과보의 마음